# Тёмная сторона (книга)
«Тёмная сторона» или «Простые волшебные вещи» — третий том фэнтези-сериала Лабиринты Ехо авторства Макса Фрая.

## История изданий
По изначальной задумке автора в третий том должны были войти 4 повести, и понятие о Тёмной стороне раскрывалось лишь в третьей. Однако по техническим причинам эта идея была реализована только во втором издании, а в первом «Тёмная сторона» содержала лишь две повести, а третья и четвёртая вошли в том «Вершитель» (во 2-м издании такого тома уже не было). В следующем издании том получил название «Простые волшебные вещи».
В последующих переизданиях (2008 год и позже, издательство «Амфора», затем «АСТ») в том «Тёмная сторона» входят две повести, которые изначально входили в том «Вершитель»: «Тёмные вассалы Гленке Тавала» и «Дорот — повелитель манухов», а повести «Тень Гугимагона» и «Простые волшебные вещи» изданы отдельным томом под заглавием «Простые волшебные вещи», который считается четвёртой книгой серии.

## Краткое содержание

### Тень Гугимагона
Сэр Шурф Лонли-Локли сообщает сэру Максу, что в последнее время ему (Шурфу) часто снится один из снов Макса, один из его миров. И ещё он ощущает там чьё-то чужое присутствие, которое сильно его беспокоит. Макс решает выяснить, в чём дело, однако сначала ничего подозрительного в этом своём сне не замечает. Но тут случается непредвиденное: Шурф просит Макса подвезти его до дома и во время этой поездки пытается Макса убить. Тому чудом удаётся спастись, и он понимает, что с его другом происходит что-то странное — он был совсем не похож на себя в тот момент.
Сэр Джуффин Халли понимает, что какой-то достаточно могущественный маг решил воспользоваться способностями Лонли-Локли для путешествий между мирами, и они с Максом отправляются в приют безумных, поскольку именно там вероятнее всего найти другие жертвы этого мага, да и его самого тоже. Вскоре они находят этого колдуна. Им оказывается бывший старший магистр ордена Посоха в Песке Гугимагон, уже несколько десятилетий прикидывавшийся безнадёжно безумным и пребывавший в беспамятстве.
Сыщики вынуждены временно прервать своё расследование, поскольку в этот день была назначена коронация Макса как царя народа Хенха из Пустых земель — чисто политический шаг, выгодный, прежде всего, королю Гуригу VIII, желавшему присоединить эти земли к Соединённому королевству. После церемонии коронации новоиспечённые подданные вручают своему царю дары, в число которых вошли огромный пёс, которого Макс назвал Друппи, и три жены: сёстры-близняшки Хейлах, Кенлех и Хелви. Последним фактом Макс был ошеломлён, однако оставил девушек в Ехо, так как по поверьям кочевников, отвергнутый царём дар мог навлечь проклятье на весь народ.
Ночью Джуффин и Макс отправляются в тот мир, который снился последние дни Лонли-Локли, и находят там Гугимагона. После небольшой эффектной схватки Джуффин побеждает Гугимагона и освобождает другие его жертвы, отпуская их на свободу.

### Простые волшебные вещи
К Максу обращается его знакомый Андэ Пу и сообщает, что несколько дней назад его ограбили: украли старый сундук, в котором хранились вещи его деда, бывшего некогда укумбийским пиратом. Сам Андэ толком не помнит, что было в том сундуке, но сам факт того, что его обокрали, крайне его возмущает.
Параллельно с этим выясняется, что недавно в Ехо был ограблен один богатый житель, причём ограбление произошло среди бела дня, когда в доме было полно народу, но никто ничего не заметил. Ещё к Максу приходит знакомый ташерский капитан и рассказывает, что накануне вечером его завербовал какой-то капитан, собиравший команду для плавания, и все слушавшие с радостью согласились, даже не уточнив, куда и насколько плывут и сколько им будут платить. Эти события настораживают Макса.
Вскоре выясняется, что в сундуке деда Андэ хранились две магические вещи: плащ, делающий своего обладателя практически невидимым, и платок, делающий слова говорящего крайне убедительными для любого, кто его слышит. Выясняется, что сундук украли двое бывших послушников ордена Зелёных Лун, в котором некогда состоял и дед Андэ, который обещал своим товарищам подарить эти вещи, но не успел — резиденция ордена была сожжена, и Зохма Пу погиб в этом пожаре.
Сэр Макс, сэр Кофа Йох и сэр Мелифаро находят обе вещи и изымают их у их владельцев, поскольку по закону они должны принадлежать государству, а в данном случае — Тайному Сыску.
Однако в тот же вечер оказывается, что укумбийский плащ был ловко подменен одним из младших служащих. Максу в сопровождении сэра Кофы приходится пройти по следам нескольких человек, чтобы найти виновников и участников этого дела. Оказалось, что плащ получил ещё один бывший послушник того же ордена, желавший отомстить за орден магистру Нуфлину Мони Маху.
Где-то в середине повести с Максом происходит интересный случай: заснув вечером, он попал в пустынный мир, куда некогда сэр Джуффин заточил чуть ли не самого могущественного мага тех времён Лойсо Пондохву, бывшего великого магистра ордена Водяной Вороны. Максом овладевает любопытство, и он знакомится с Лойсо, который относится к нему весьма доброжелательно. Лойсо упоминает о старом прозвище Джуффина — Чиффе. С этих пор Макс время от времени во сне заглядывает к нему в гости.
В самом конце повести Макс устраивает для Андэ Пу поездку в Ташер, куда он уже давно хочет попасть, а заодно освобождает от обязательства ташерского капитана, оставшегося в Ехо, поскольку Макс в своё время спас ему жизнь (см. повесть «Жертвы обстоятельств»).

## Персонажи
Наталья Лаврентьева, исследуя интертекст и аллюзии в романах Макса Фрая, отмечает что уже в первой книге «Дебют в Ехо» автор описывает внешность персонажей, используя известных людей: например Джуффин Халли «мог бы сойти за пожилого близнеца актёра Рутгера Хауэра (если у вас хватит воображения добавить к этому, и без того впечатляющему, образу неподвижный взгляд очень светлых, неожиданно раскосых глаз)». А в романе «Простые волшебные вещи» Джуффин Халли смотрит фильм «Бегущий по лезвию», где Рутгер Хауэр сыграл главную роль.
Образ Меламори тесно связан с птицей.